# Molophilus araucanus
Molophilus araucanus är en tvåvingeart som beskrevs av Alexander 1929. Molophilus araucanus ingår i släktet Molophilus och familjen småharkrankar. Inga underarter finns listade i Catalogue of Life.